# Eurocopter AS332 Super Puma
L'Eurocopter AS332 Super Puma, chiamato anche Airbus Helicopters H215, è un elicottero biturbina medio leggero da trasporto multiruolo, dotato di un doppio rotore a quattro pale. 
Sviluppato e commercializzato inizialmente dalla Aérospatiale, in seguito da Eurocopter e attualmente dalla Airbus Helicopters, è una versione aggiornata e più grande dell'originale Aérospatiale SA 330 Puma. Dal 1990 i Super Puma sono stati commercializzati con il nome di AS532 Cougar.

## Utilizzatori

### Civili
Canada
- Coldstream Helicopters

6 AS 332 in organico al maggio 2021. Ulteriori 4 AS 332L1 ex Fuerza Aérea Mexicana acquistati a marzo 2021 e consegnati il 18 maggio dello stesso anno.

### Governativi
Finlandia
- Rajavartiolaitos

3 AS332L1 consegnati tra il 1987 e il 1991 ed aggiornati ad H215, 2 H215 consegnati nel 2016.
 Georgia
- Polizia di frontiera georgiana

3 AS332L1 Super Puma ricevuti, uno in servizio al gennaio 2023.
 Germania
- Bundespolizei

19 AS 332L1 in servizio al settembre 2019.
vedi Airbus H225
 Giappone
- Agenzia nazionale di polizia (Giappone)

1 H215 consegnato ed in servizio al luglio 2020.
 Grecia
- Pyrosvestiko Soma

2 AS 332L1 in servizio, più 8 H215 (con ulteriori due in opzione) ordinati il 30 aprile 2025.
 Stati Uniti
- Los Angeles County Sheriff Department

3 AS 332L1 consegnati a partire dal 3 ottobre 2012, uno dei quali perso in un incidente il 20 marzo 2022.

### Militari
🇨🇭Svizzera
utilizzati da circa 30 anni
 Albania
- Forca Ajrore

4 AS 532UL in servizio all'aprile 2019.
 Benin
- Force Aérienne Populaire de Benin

3 AS 332M-1 ex Royal Jordanian Air Force consegnati il 28 giugno 2023.
 Bolivia
- Fuerza Aérea Boliviana

6 AS 332C1 acquistati nel 2013, consegnati tra il maggio del 2014 al giugno del 2017. All'aprile 2021 solo due esemplari sono in grado di volare, ma è in programma di rimettere in condizioni operative anche i restanti quattro elicotteri.
 Brasile
- Aviação do Exército Brasileiro

8 AS 532UE consegnati a partire dal 2002.
- Força Aérea Brasileira

10 AS-332 Super Puma a trasporto consegnati nel 1988-1989, a cui si aggiunsero, nel 1997, 2 AS-332M in configurazione VIP, che sono stati aggiornati con un contratto del 2006, che prevedeva anche l'installazione di blindature, dei quali ne restano in servizio mezza dozzina al dicembre 2017.
 Camerun
- Armée de l'Air du Cameroun

2 AS-332L1 consegnati.
 Cile
- Armada de Chile

8 AS 532F1 consegnati a partire dal 1994 e 2 AS 332L di seconda mano, ricondizionati e consegnati a partire dal 2010-2012.
- Ejército de Chile

8 AS 532AL acquistati nel 2007, 1 AS 532ALE nel 2014 e 1 H215M nel 2016 che sono tutti in servizio al maggio 2018.
 Cina
- Zhongguo Renmin Jiefangjun Kongjun

6 AS 332 Super Puma consegnati e tutti in servizio al maggio 2018.
 Corea del Sud
- Daehan Minguk Gonggun

3 AS 332L consegnati e tutti in servizio al dicembre 2018.
 Ecuador
- Fuerza Aérea Ecuatoriana

5 AS 332B ceduti all'Aviazione dell'Esercito ecuatoriano nel 1982.
- Ejército Ecuatoriano

5 AS 332B ottenuti dalla Fuerza Aérea Ecuatoriana nel 1982, più ulteriori 3 ricevuti successivamente.
 Francia
- Armée de l'air

5 tra AS 332C/L consegnati ed in servizio all'aprile 2020.
 Gabon
- Armée de l'air gabonaise

3 AS 332L1 consegnati, uno in servizio al maggio 2020.
 Germania
- Luftwaffe

3 AS 532U2 da trasporto VIP ordinati, con i primi due entrati in servizio nel 1997 e il terzo nel 1998.
 Giappone
- Rikujō Jieitai

3 AS 332L1 in servizio dal 1986 al 2006.
 Giordania
- Al-Quwwat al-Jawwiyya al-malikiyya al-Urdunniyya

11 AS 332M-1 consegnati, ritirati dal servizio e messi in vendita bel 2020. 3 esemplari ceduti all'Aeronautica militare del Benin e consegnati il 28 giugno 2023.
 Grecia
- Polemikí Aeroporía

12 AS 332C-1 consegnati e tutti in servizio al marzo 2021.
 Indonesia
- Tentara Nasional Indonesia Angkatan Udara

9 AS 332L in servizio al dicembre 2018.
 Islanda
- Guardia costiera islandese

3 AS 332L1 entrati in servizio a partire dal 1995, 2 in servizio all'aprile 2019, che saranno sostituiti da 2 H225.
 Kuwait
- Al-Quwwat al-Jawwiyya al-Kuwaytiyya

6 tra AS 332B e AS 332L Superpuma consegnati.
 Malawi
- Malawi Army Air Wing

1 AS 332L1 consegnato.
 Mali
- Aeronautica militare del Mali

2 H215 consegnati.
 Messico
- Fuerza Aérea Mexicana

6 AS 332L1 Super Puma in organico dal 1985 al 2021, quattro dei quali ceduti alla canadese Coldstream Helicopters a marzo dello stesso anno.
 Nigeria
- Nigerian Air Force

8 AS 332M1 ricevuti tra il 1988 ed il 1990, 5 in servizio all'ottobre 2018.
 Paesi Bassi
- Koninklijke Luchtmacht

17 AS 532U2 ordinati il 23 ottobre 1993, con consegne iniziate il 3 maggio 1996.
 Romania
- Forțele Navale Române

2 H215M ordinati a gennaio 2024.
 Spagna
- Fuerzas Aeromóviles del Ejército de Tierra

16 AS332B1 in servizio nel 2023.